# Linnés Hammarby

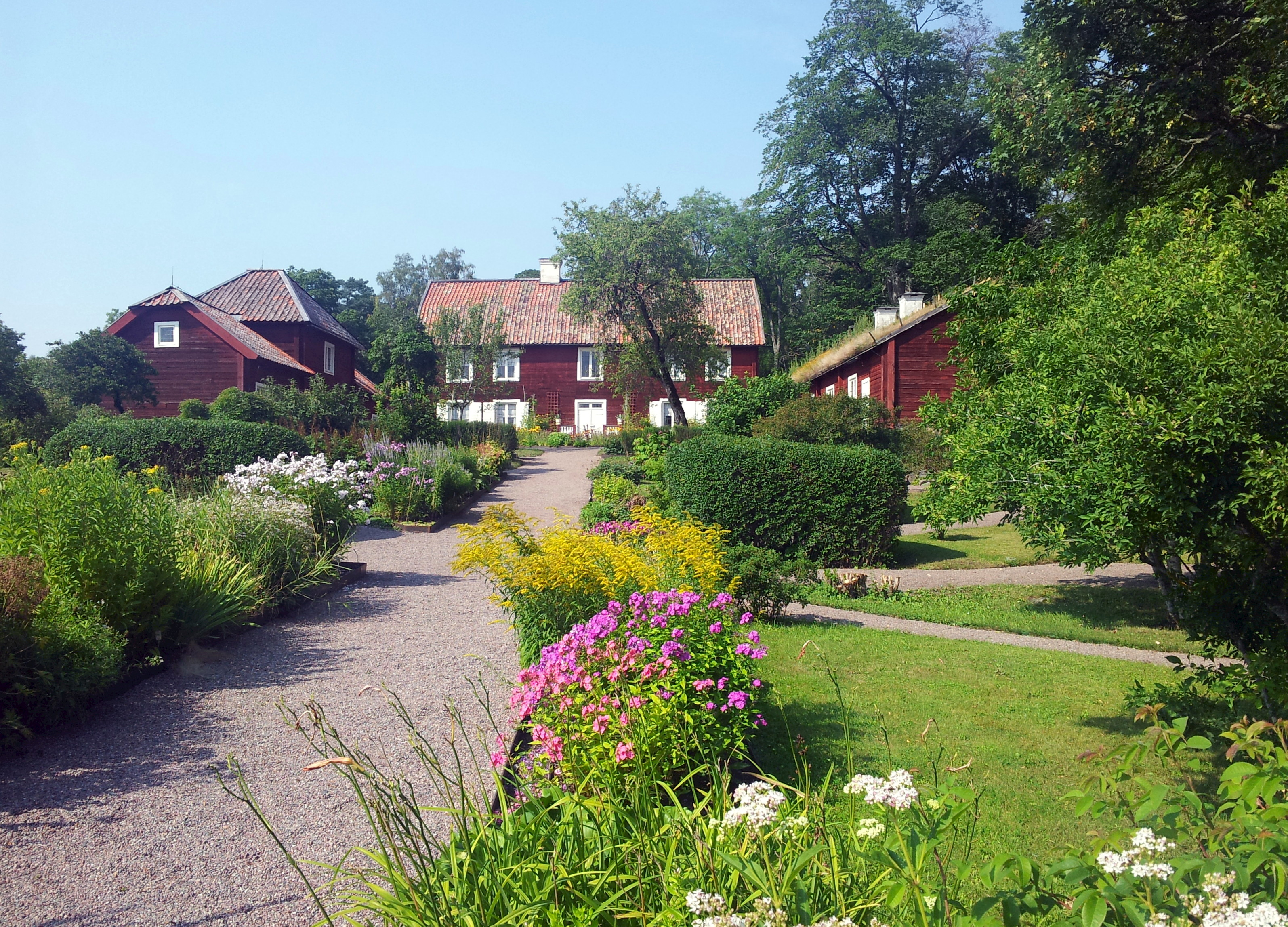
Linnés Hammarby och trädgård från söder, 2014.

Linnés Hammarby är ett kulturreservat och ett museum i byn Danmarks-Hammarby, 15 kilometer sydost om Uppsala i Uppsala kommun. Den nuvarande gårdsbyggnaden uppfördes som lantgods och sommarbostad för Carl von Linnés familj 1762 och var i släktens ägo fram till 1879, då gården köptes av staten, restaurerades och blev museum. Museet drivs tillsammans med Botaniska trädgården och Linnéträdgården i Uppsala av Uppsala universitet och omfattar permanenta utställningar om Carl von Linnés samlingar, liv och verk, samt tillfälliga utställningar, en botanisk trädgård och en park. Den närmast omgivande jordbruksmarken är kulturreservat och har återställts till 1700-talets skick, för att visa hur jordbrukskulturlandskapet i området såg ut före 1827 års reform om laga skifte.

## Historia

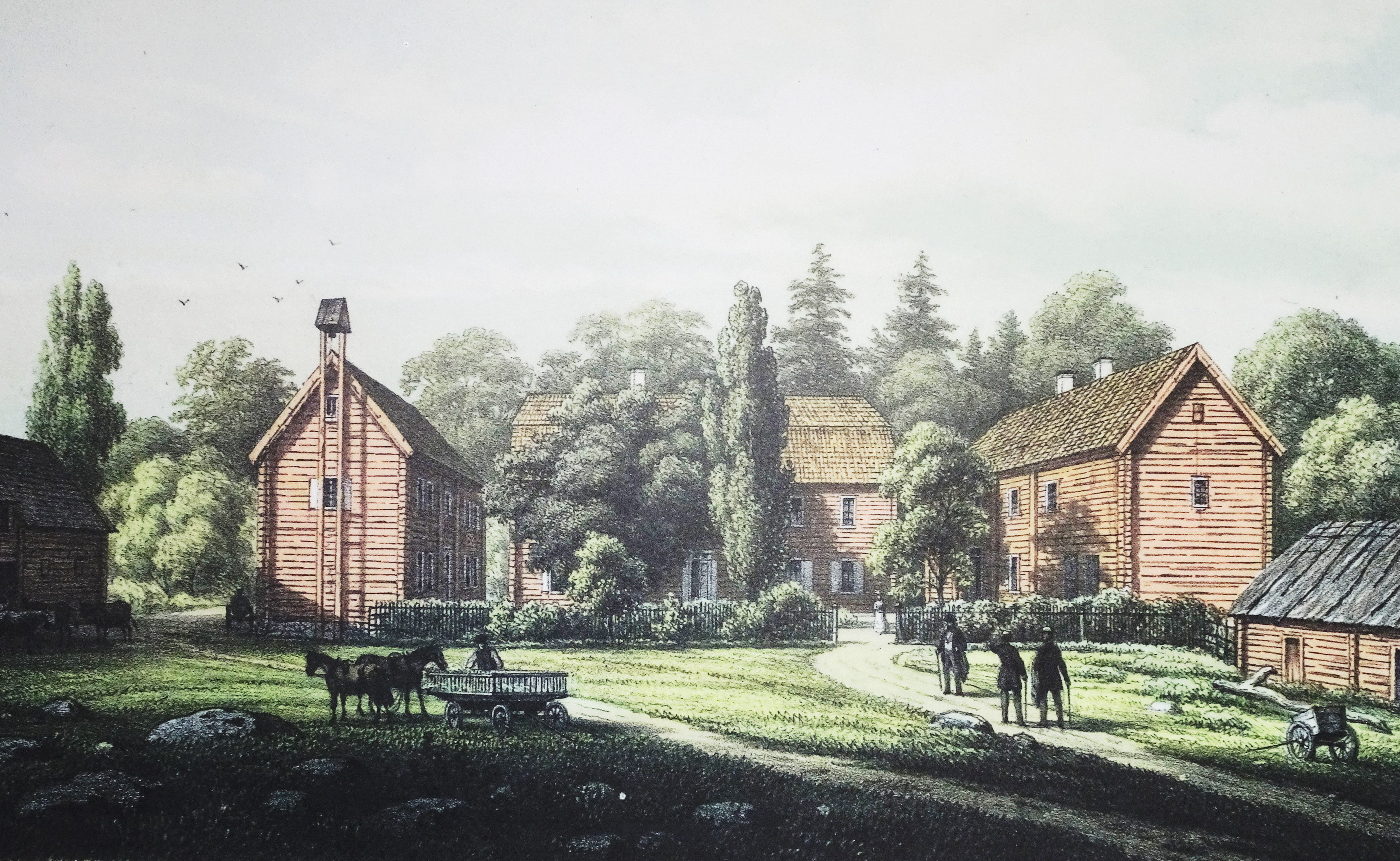
Linnés Hammarby, litografi av Alexander Nay. Ur Klingspor och Schlegel 1881.

Historiskt tillhörde gården Danmarks socken i Vaksala härad, Uppsala län, från 1863 Danmarks landskommun. Från 1952 ingick byn i Vaksala landskommun och 1967 införlivades bygden i Uppsala stad, sedan 1971 Uppsala kommun.
Hammarby nämns första gången 1337, då det bortbyttes av Olof Styrbjörnsson till kaniken i Uppsala Lars Nilsson. Hammarby var då en vanlig bondby. 1540–1568 omfattar byn ett skatte-, ett kyrko- och ett frälsehemman. Frälsegården tillföll 1418 Erik Nilsson (Väsby-ätten), 1447 Gregers Bengtsson (Bjälboättens oäkta gren), 1486 Erik Trolle och 1558 Gabriel Kristersson Oxenstierna. I början av 1600-talet innehades den av amiral Simon Steward, och tillhörde senare släkterna Gärffelt och Friesendorff, innan det 1758 övergick i hovjägmästaren Anders Schönbergs ägo.
Denne sålde samma år godset och det närbelägna Sävja ("Linnés Sävja") med mera, sammanlagt 10 hemman, för 80 000 daler till Carl von Linné.
Då Linné tillträdde egendomen, fanns på Hammarby endast de båda flyglarna av trä, den västra tjänade som Linnés bostad. Mellan flyglarna mot norr lät han 1762 uppföra det nuvarande huvudbyggnad, även det av trä, och i två våningar. På höjden ovanför gården byggde han 1769 ett museum av sten, i vilket han förvarade sina samlingar. Även denna byggnad, Linnés naturaliekabinett, finns kvar.
Linné ville ha en gård på landet som lantbruk, änkesäte och som en tillflyktsort från Uppsalas osunda miljö. Han brukade ta med sig sina studenter på exkursion via Kungsängen ut till Hammarby. Huvudbostaden för familjen von Linné var professorsboställe inne i Uppsala (se Linnémuseet). Den fick inte bebos av familjen efter von Linnés död 1778 och familjen flyttade därför till Hammarby för gott.

## Gården efter Carl von Linné
Gården ägdes därefter av Linnés ättlingar fram till 1879, då gården med byggnader och där befintliga minnen från Linnés tid, jämte en del av parken såldes till staten för inrättande av ett museum. De kringliggande ägorna köptes av Uppsala universitet.
Idag ägs byggnaden av staten och förvaltas av Uppsala universitet. Huvudbyggnaden är öppen för allmänheten i samband med guidade visningar. Linnés Hammarby är sedan 1935 ett byggnadsminne. I serien Svenska byggnadsminnen utgavs 1963 ett frimärke med bild av Linnés Hammarby i valörerna 20 öre orange och 50 öre olivgrön. Mellan 2006 och 2007 uppfördes en servicebyggnad direkt väster om gården inför firandet av trehundraårsminnet av Linnés födelse. Byggnaden innehåller servicefunktioner i form av servering och toaletter för besökare samt försäljning av souvenirer.

## Interiörbilder

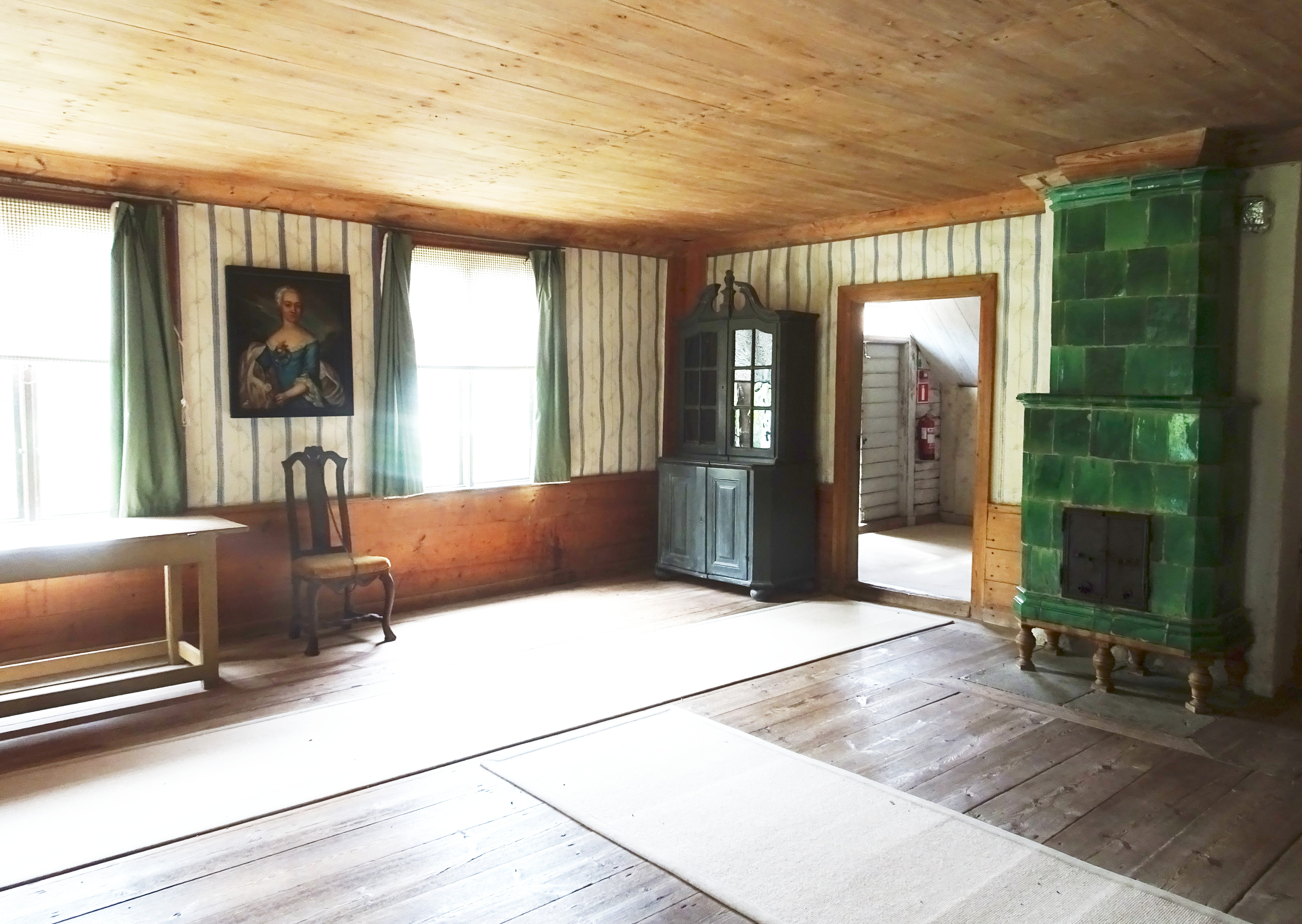
Salongen på bottenvåningen.
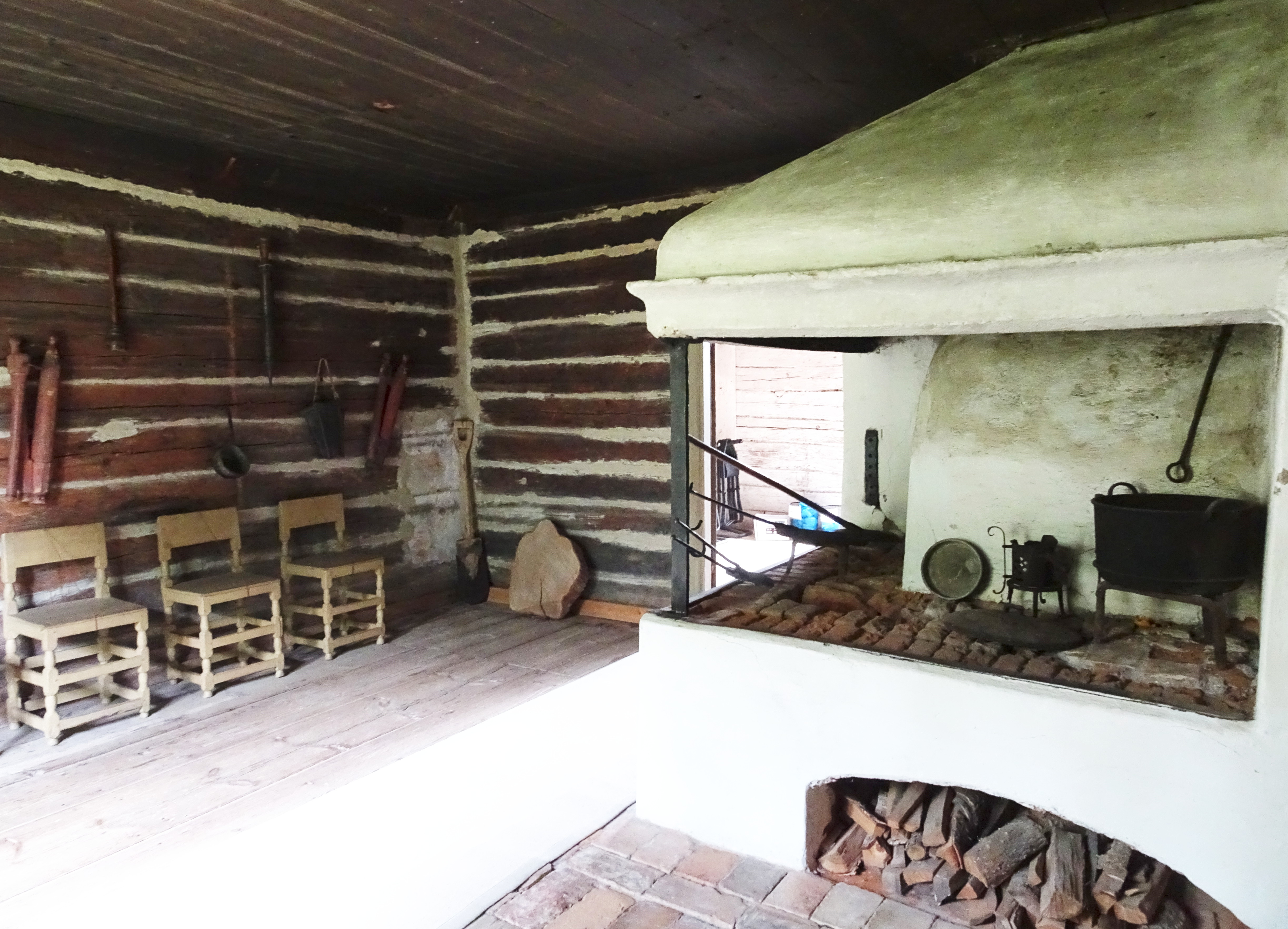
Köket.
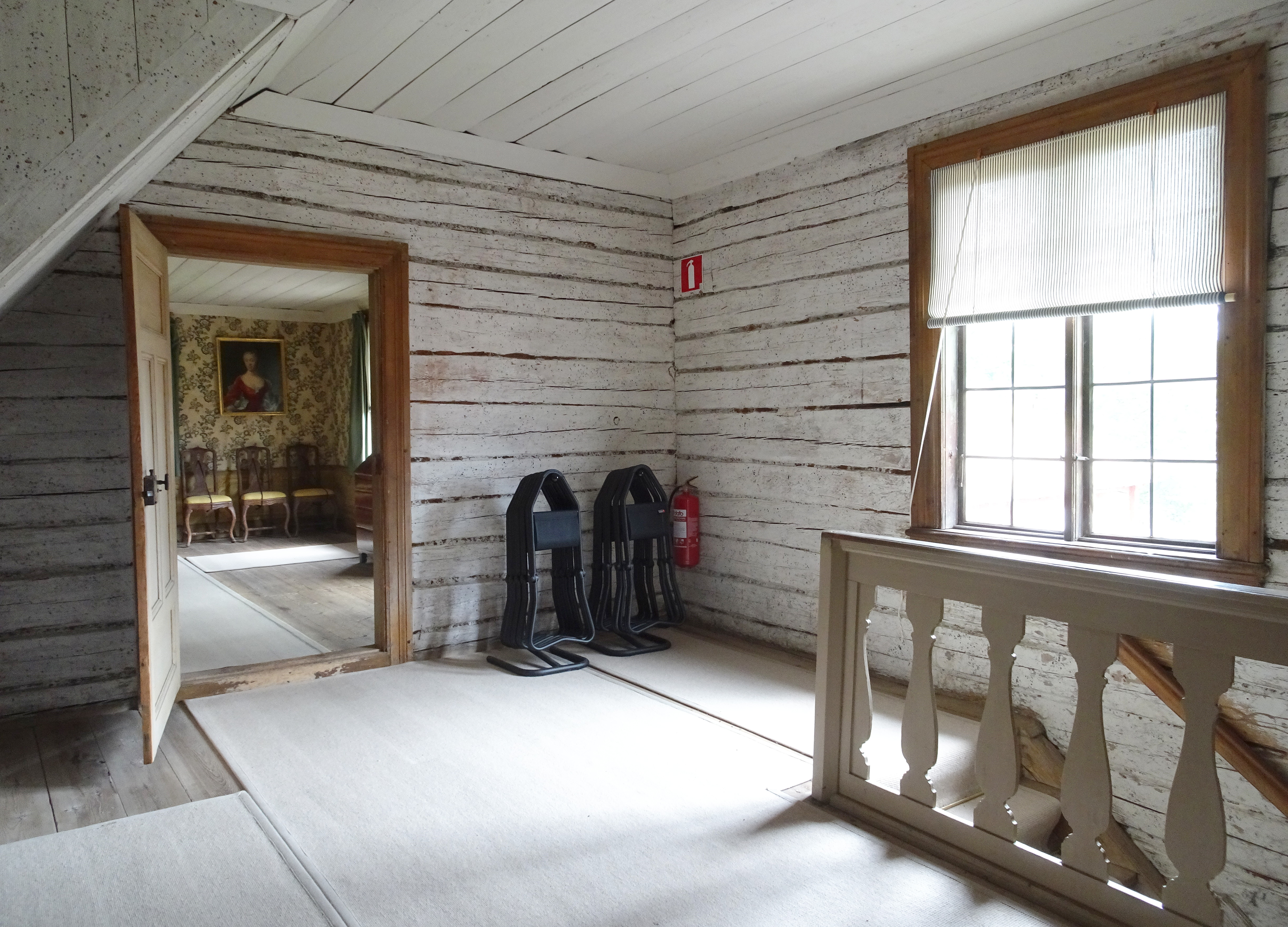
Förstugan på övervåningen.
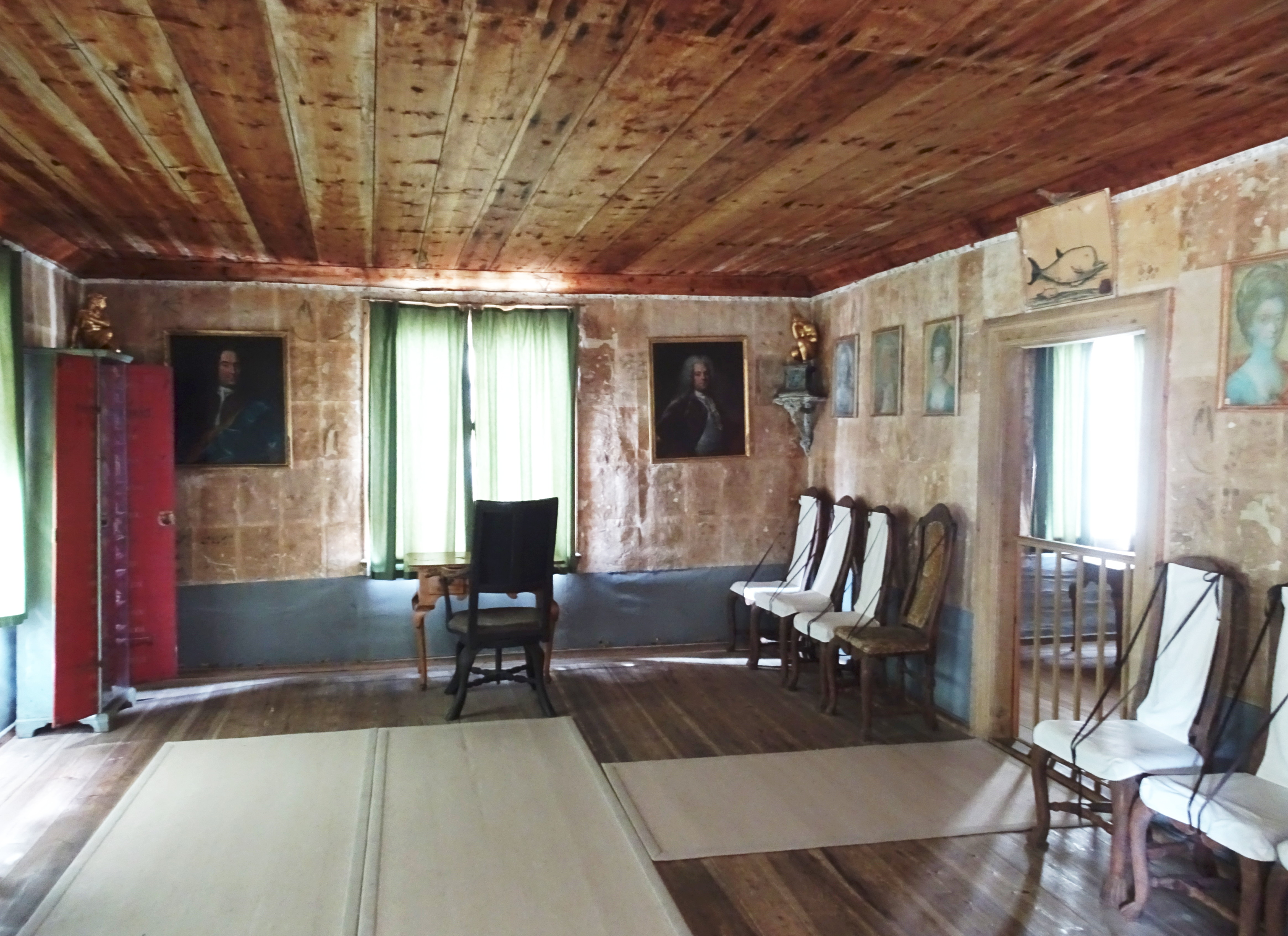
Salongen på övervåningen.
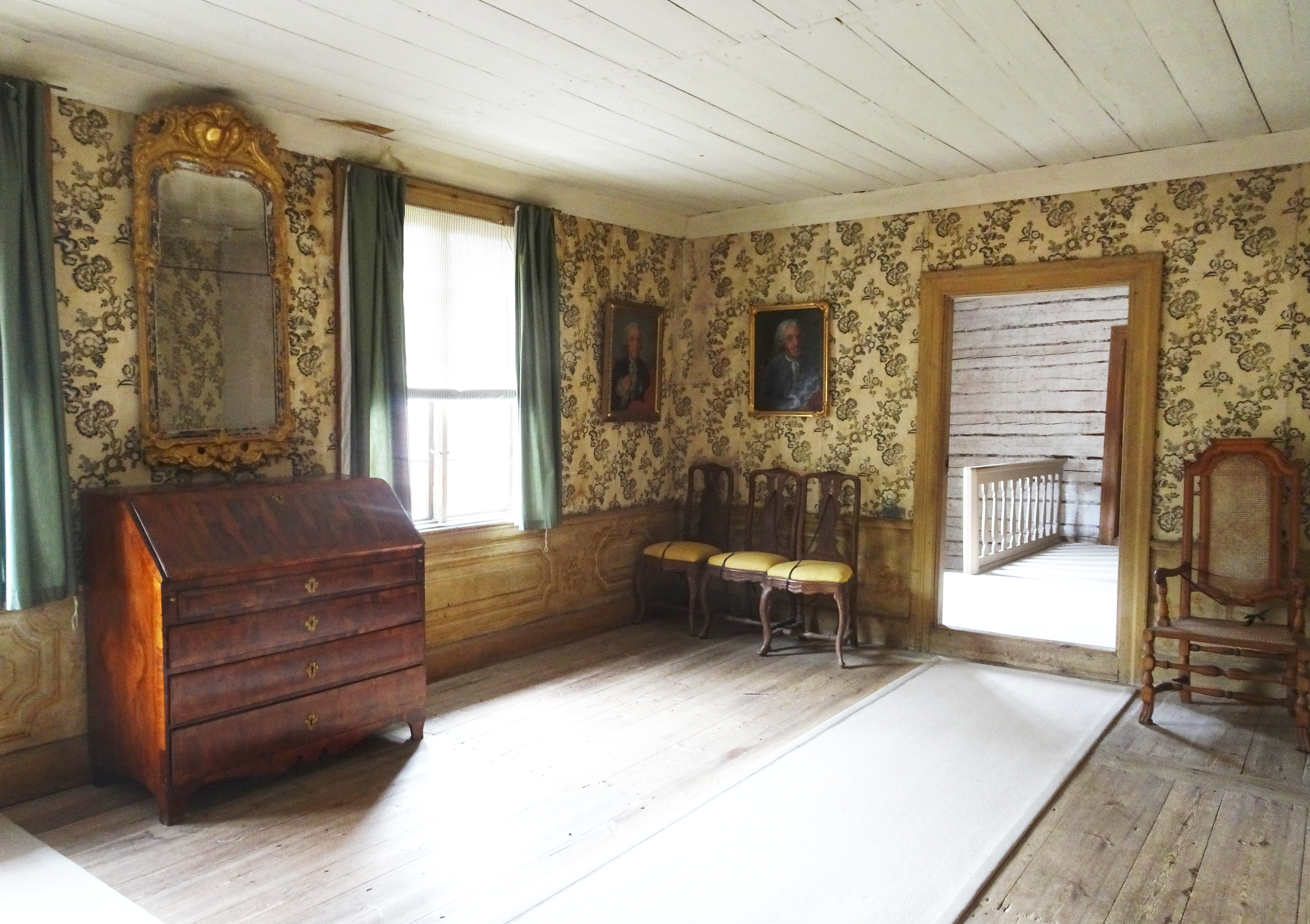
Salongen på övervåningen.